# 火星人 (曲)
「火星人」（かせいじん、英題: Martian）は、日本のロックバンドであるヨルシカの楽曲。2025年5月9日にPolydor Recordsからデジタル・シングルとして発売された。テレビ朝日系アニメ『小市民シリーズ』第2期オープニングテーマで、詩人である萩原朔太郎の『猫』の一節を引用して制作された。

## 制作背景
2025年3月6日、公式X上で4月6日から放送開始のテレビアニメ『小市民シリーズ』第2期オープニングテーマが「火星人」に決定したことを発表。この発表に際して、n-bunaは小市民的に生きたいというけれど、自分が特別な人間だという自意識の高さを中々捨てられないのが小鳩と小佐内の抱える魅力であり、小市民という小説シリーズが持つ大きな引力だと感じますと述べた。
本作における「火星」は「憧れであり理想」の場所とされており、歌詞は今いる場所を抜け出して火星に行きたいという思いが歌われている。ぴんと立てた尻尾のさきから糸のやうなみかづきがかすんでゐるという一節は萩原朔太郎の『猫』からの引用で、歌詞の中では少しずつ形を変えて繰り返されている。

## ミュージック・ビデオ
シングルの発売日である5月9日の18時にYouTubeチャンネルで「火星人」のミュージック・ビデオが公開された。n-bunaが原案・監督・アニメーターとして初めて映像製作に携わった本作のビデオは、火星人が多種多様な言語で遊ぶという構成になっている。n-bunaによれば、スケジュールなどの都合によりミュージック・ビデオの制作が2度にわたって白紙になったことから自ら描くこととなり、冒頭のバットで「火星」を殴るアニメーションの原型を起点とし、翌日までに全体の映像コンテを作り上げた。
また、映像作家の森江康太も監督を務めたほか、nelkuがアニメーションディレクターおよびアニメーター、内山周哉がアートディレクター、高瀬丸がキャラクターデザイン、レコーディングにピアノ演奏で参加した平畑徹也がロトスコープアクター、shibanotakahiroがCGディレクター、ダンサーのChasoがムーブメントディレクションで本ビデオに携わっている。

## 評価
ライターのかなざわまゆは穏やかなギターの音色で幕を開けながらも、日常に影を落とすような不穏さを時折まといながら進行していく。繊細ながらも哀愁を帯びたsuisのボーカルも、登場人物の心情を表すように物語に寄り添っていると評した。
ライターの石井恵梨子は、ごく控えめに、軽やかに続くギターのカッティングが印象的で、同時に無音の空間をかなり意識的に用意した曲と見なした。また、想像以上に深い世界へと聴き手を誘う手法はさすが。また、自分の不甲斐なさを嘆く主人公にツッコミの声（コーラス）が入る後半などは、今までにないユーモアを感じたと評している。
ライターの風間大洋は、音楽雑誌『ROCKIN'ON JAPAN』でsuisのボーカルにも触れながら《火星へランデヴー》することを希求しながら《だったらいいのに》《だったらなぁ》の夢想するあたり、現状のままならなさが根底にある訳だが、決して暗く重たい曲調ではなく、むしろ軽快な印象すら覚えるピアノジャズ調というバランスが絶妙とし、MVでMARTIAN＝火星人の文字列からARTを抜き出す一コマに相応しく、ポップスの領域に在りながらもはや芸術品の域まで達した一曲と評した。

## クレジット
※出典
- suis – ボーカル
- n-buna – 作詞作曲、編曲、ギター、コーラス
- 下鶴光康 – ギター
- キタニタツヤ – ベース
- Masack – ドラム
- 平畑徹也 – ピアノ

## チャート成績
| チャート (2025年)                     | 最高位 |
| ------------------------------------- | ------ |
| 日本 (Japan Hot 100)                  | 20     |
| Japan Hot Animation (Billboard JAPAN) | 7      |
| 日本 (オリコン合算シングル)           | 26     |